# Mademoiselle K
Katerine Gierak, dite Mademoiselle K, née le 17 novembre 1980 à Levallois-Perret, est une autrice, compositrice et interprète française. Depuis 2006, elle a sorti sept albums, dont un en public.

## Biographie
Fille d'un père polonais venu en France à l'âge de quinze ans pour travailler dans le bâtiment, et d'une mère cadre dans le travail social, Katerine Gierak débute la musique dans un cours d'éveil musical où elle rêve de devenir chef d'orchestre. Elle se met à la guitare classique avant de passer à la guitare électrique. Au lycée, sa professeure de musique, Annick Chartreux, a une grande influence sur elle. En 1998, elle suit les cours du Conservatoire national de Boulogne. Après avoir obtenu un baccalauréat en section littéraire (option musique), elle étudie ensuite la musicologie à l'université de Paris Sorbonne (Paris IV) de 1999 à 2005, tente le CAPES mais choisit finalement de se lancer dans la chanson. En 2009, elle se forme à l'ACP La Manufacture Chanson, une société coopérative d'artistes au service des artistes de la chanson.

## Carrière
Durant ces années, en parallèle, elle travaille à ses chansons dont le style évolue assez rapidement vers un rock nourri de multiples influences (Nina Simone, Radiohead, David Bowie, Arcade Fire…).
À l'été 2003, Katerine Gierak enregistre cinq titres sur un album autoproduit, Petit pas, et se donne pour nom de scène Mademoiselle K.
En 2004, elle rencontre Yvan Taïeb qui devient son manager, la programme régulièrement au House of Live (anciennement Chesterfield Café) et lui permet enfin de se faire connaître dans le monde de la musique. Elle rencontre aussi ses musiciens actuels à la même période. Yvan Taïeb devient son producteur avec le label Roy Music. Les albums de Mademoiselle K produits par Roy Music sont en licence chez EMI. Elle fait plus de 300 concerts en quatre ans.
Elle sort l'album Ça me vexe en 2006. Il sera certifié Disque d'or.
En avril 2007, elle participe à l'émission Taratata à l'invitation de Jacques Higelin avec qui elle interprète Bonnie and Clyde de Serge Gainsbourg (après coup, elle trouve la prestation ratée).
En 2009, elle est nommée pour les Victoires de la Musique pour l’album pop rock de l’année.
Le 1er novembre 2010, elle sort un single Jouer dehors, extrait de son troisième album, du même nom, qui parait le 17 janvier 2011. En 2011, Mademoiselle K reprend son titre Me taire te plaire en duo avec Zazie. En 2012, elle s'expatrie à New York pour quelques mois. Elle prend des cours d'anglais et compose.
En décembre 2013, elle annonce la sortie d'un album en anglais, tout en sachant que cela lui vaudra de se faire « virer » de sa maison de disque : « Ma maison de disques m'a dit : “Fais ton album en français sinon on te vire”. J'ai fait mon album en anglais… ». Son premier single en anglais, très rock, Glory, sort dans la foulée (clip vidéo mis en ligne le 6 janvier 2014). Il s'ensuit une pré-tournée au printemps et à l'automne 2014, où elle teste ses nouvelles chansons en anglais, accompagnées de quelques-uns de ses classiques en français, pour plus d'une trentaine de dates. En janvier 2015 sort Hungry Dirty Baby, quatrième album studio de Mademoiselle K. Les musiciens changent : Pierre-Louis Basset (basse) s'en va, tout comme David Boutherre (batterie), qui est remplacé par Colin Russeil. Pierre-Antoine Combard, complice et alter égo musical depuis toujours, reste à la guitare, et se met à la basse également, en alternance avec Katerine Gierak. À la suite d'une mésentente avec son ancienne maison de disques, EMI Music, devenue Parlophone/Warner, laquelle a refusé de signer le quatrième album en anglais, Mademoiselle K met fin au contrat, et fonde sa propre maison de production, Kravache, afin d'auto-produire son album. Elle présente ce dernier en concert à La Cigale, le 26 janvier 2015, suivi d'une tournée en France.
En mars 2017, Mademoiselle K lance un financement participatif sur Ulule pour sortir leur nouvel album, sous le titre Sous les brûlures, l'incandescence intacte.
En mai 2022, un sixième album est financé via un financement participatif sur Ulule, sous le titre Chlorophorme, pour une sortie en octobre 2022. En atteignant son objectif de financement en quelques heures, Mademoiselle K confirme à nouveau sa capacité à s'auto-produire en cherchant le soutien direct de ses fans.

## Musiciens
- Katerine Gierak : voix, guitare, basse
- Pierre-Antoine Combard, dit « Peter » : guitare, basse, et arrangements
- Colin Russeil : batterie
- Jérémie Poirier-Quinot : clavier, flûte, et arrangements

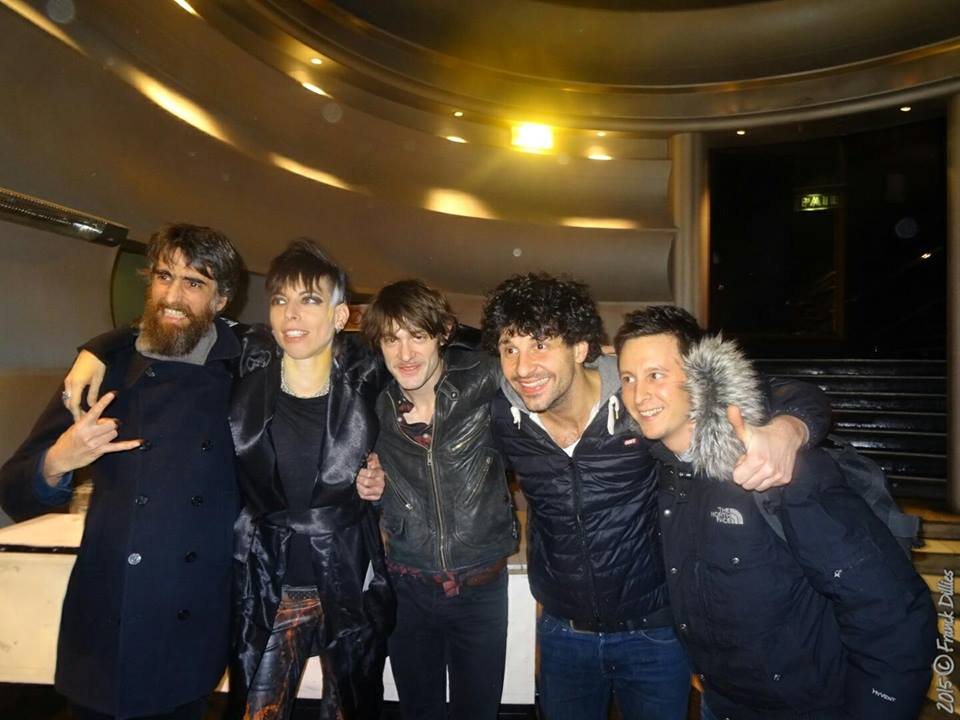
Mademoiselle K et ses musiciens, à la Cigale le 26 janvier 2015. De gauche à droite : Pierre Louis Basset (dit « Pilou »), Katerine Gierak, Pierre-Antoine Combard (« Peter »), David Boutherre, et son successeur Colin Russeil

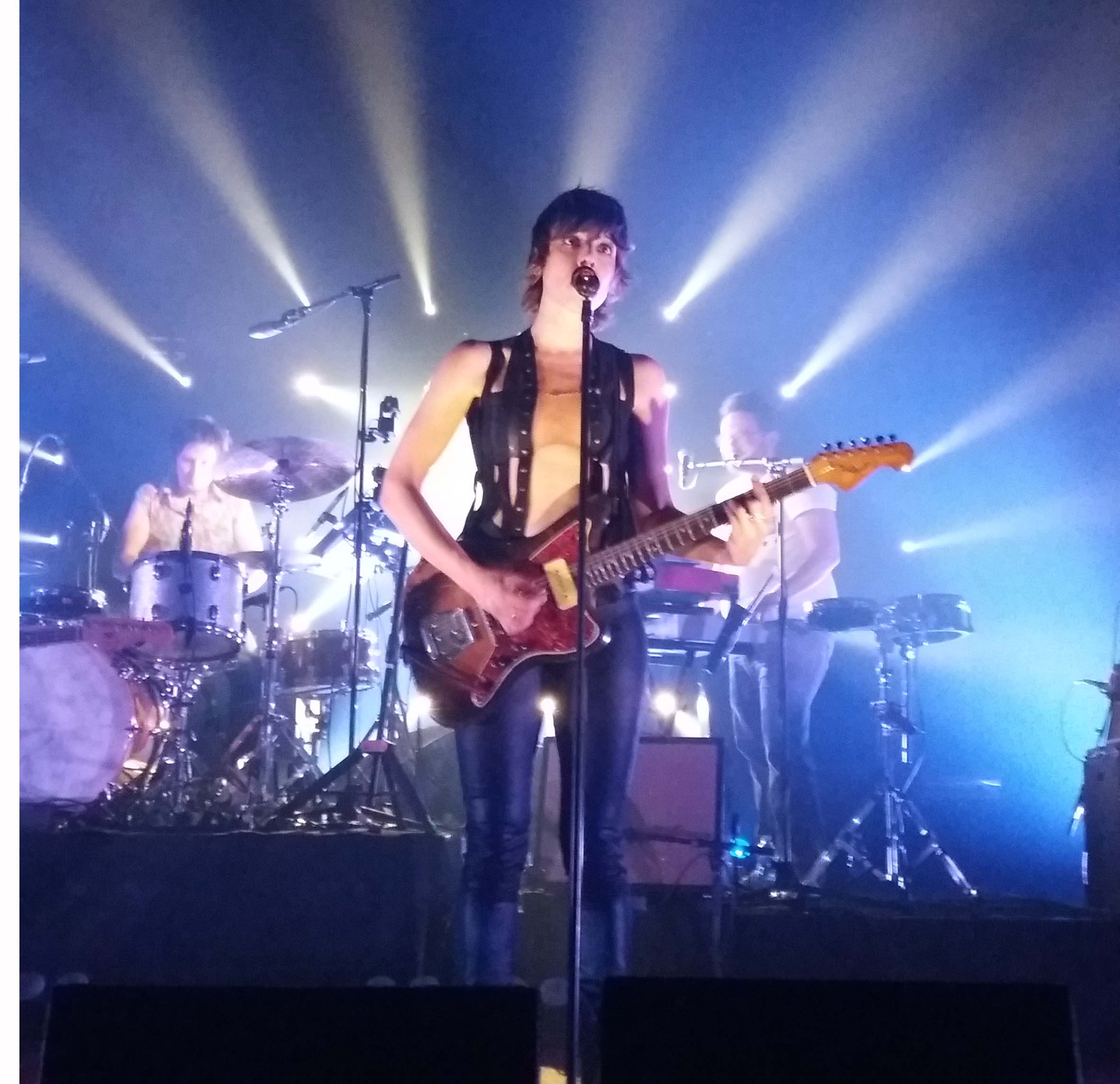
Mademoiselle K en concert au Bikini en 2017

## Distinctions
2009 : Sélection aux Victoires de la Musique pour l’album pop rock de l’année

## Discographie

### Singles
- 2006 : Ça me vexe
- 2007 : Jalouse
- 2008 : Grave
- 2009 : Maman XY
- 2010 : Jouer dehors
- 2011 : Me taire, te plaire (en duo avec Zazie)
- 2011 : Branc
- 2014 : Glory, R U Swimming?
- 2015 : Someday[11]
- 2017 : On s'est laissé
- 2017 : Sous les brûlures
- 2022 : Chloroforme
- 2022 : Garçon bleu

### Participations
- 2009 : On n'est pas là pour se faire engueuler !, album hommage à Boris Vian. Reprise de Quand j'aurai du vent dans mon crâne.
- 2022 : Sick Sad Word - Volume 3 : reprise de Say My Name de Destiny's Child[12]
- 2023 : L'Extraordinarium de Dionysos, duo sur le titre Mc. Enroe's Poetry

### Classements
| Année | Nom            | Classement physique | Classement téléchargement |
| ----- | -------------- | ------------------- | ------------------------- |
| 2006  | Ça me vexe     | 33                  | 15                        |
| 2008  | Jamais la paix | 12                  | 6                         |
| 2009  | Live           | 79                  | -                         |
| 2011  | Jouer dehors   | 20                  | 6                         |

## Reprises
Les titres de Mademoiselle K ont été repris par plusieurs candidats de télécrochet : Ça me vexe par Pauline en 2015 (Nouvelle star), par Nell en 2013 (The Voice), par Elsa Puls en 2021 (The Voice Belgique) ; Jalouse par Dana en 2014, Éléonore en 2015, et Mia en 2016 (Nouvelle star), par Juliette Moraine en 2016 (The Voice), et par Alice Detry en 2022 (The Voice Belgique).

## Clips
- 2007 : « Bonnie and Clyde » (en duo avec Jacques Higelin, à Taratata)
- 2009 : « Ça me vexe », réalisation : Jcantonny Dubreuil
- 2011 : « Grave », réalisation : Antoine Wagner
- 2011 : « Jouer dehors », réalisation : Rodolphe Pauly
- 2011 : « Me taire Te plaire » (en duo avec Zazie), réalisation : L. Stein & Julien Rocher
- 2015 : « Someday », réalisation : Katerine Gierak
- 2014 : « Glory, R U Swimming? », réalisation : David Tomaszewski
- 2016 : « Final »
- 2017 : « Sous les brûlures », réalisation : Thim Naccache
- 2017 : « Sick », réalisation : Thim Naccache
- 2017 : « On s'est laissé », réalisation : Marine Guizy
- 2022 : « Garçon bleu », réalisation : Pierre-Olivier Da Silva
- 2022 : « Chloroforme », réalisation : Félix Farny